# Andreas Christophorus Clamer
Andreas Christophorus Clamer (Salzburg, gedoopt 29 november 1633 - aldaar, 6 juni 1701) was een Oostenrijkse zanger en barokcomponist. Hij was zoon van de Salzburger organist en kapelmeester Gaudenz Clamer (circa 1595-1658).

## Levensloop
Over Andreas Clamer is vrijwel niets bekend. Zijn enige bekende muziekbundel is het in 1682 verschenen Mensa Harmonica (...), een verzameling van 42 sonates die is opgedragen aan aartsbisschop Maximilian Gandolph von Khuenberg. Clamer had de muziek geschreven vanwege het jubeljaar waarin de stichting van het aartsbisdom Salzburg werd herdacht. Ook componisten als Franz Biber en Georg Muffat leverden composities aan voor deze viering.
Over Clamers carrière is verder alleen bekend dat hij in 1682 de koorknapen van de Dom van Salzburg leidde. Mogelijk was hij daar ook cantor. Er zijn geen aanwijzingen dat Clamer werkzaam was aan het hof van de aartsbisschop; wellicht had Clamer zijn muziekbundel juist bedoeld ter promotie van zichzelf, in de hoop dat hij zo in de gunst kwam te staan van de aartsbisschop.

## Mensa Harmonica
De bundel Mensa Harmonica (voluit: Mensa Harmonica XLII Rarioribus Sonatinis instructa, seu Tonos distributa) bestaat uit 42 sonaten en is geschreven voor vier instrumenten: eerste viool, tweede viool, viola da gamba en violone. Voor elk instrument is een aparte partituur aanwezig. Overigens geeft het titelblad aan dat de composities ook gespeeld kunnen worden door twee instrumenten, waarschijnlijk de eerste viool samen met de viola da gamba.
De 42 composities zijn gelijkelijk verdeeld over zeven partita's, bestaande uit vijftien verschillende dansen als de courante, sarabande, gavotte en gigue. Opvallend is de aanwezigheid van enkele ongebruikelijke dansen, zoals de saltarello en moresca. De invloed van de Franse barok is hoorbaar in Clamers composities en is waarschijnlijk terug te voeren op de aanwezigheid van Georg Muffat in Salzburg.
- CiNii: DA08559451
- Gemeinsame Normdatei: 129157228
- International Standard Name Identifier: 0000 0001 1042 0349
- Library of Congress Control Number: n80079363
- Nationale Bibliotheek van Tsjechië: xx0131531
- Nationale Bibliotheek van Israël: 987007282695505171
- Nederlandse Thesaurus van Auteursnamen: 131317016
- Virtual International Authority File: 18295063
- WorldCat: E39PBJxmF7Dq6KX4QRTjhDbPQq